# Wacław Teofil Stachiewicz
Wacław Teofil Stachiewicz, poljski general, * 19. november 1894, Lemberg, † 12. november 1973, Montreal.